# Plemeno
Plemeno (rasa) je populace zvířat téhož druhu a shodného fylogenetického původu s charakteristickými vlastnostmi a znaky, které přenáší na potomstvo, schopná se reprodukovat. Plemeno je uměle vytvořenou taxonomickou jednotkou pro potřeby zootechniky. Vzniklo kvůli velké variabilitě hospodářských zvířat v rámci druhu. Plemena hospodářských zvířat vznikla na základě cíleného výběru člověkem při reprodukci z primitivních divokých předků nebo plemen. Později vyšlechtěna plemena vznikla také kombinačním křížením již existujících plemen.
Podobný význam jako slovo plemeno má výraz rasa (pro lidi a psy se užívají zaměnitelně). V ostatních případech sdružuje podle některých zdrojů plemeno jedince stejného druhu, kdežto rasa znamená poddruh (subspecie).

## Dělení plemen
Plemena zvířat můžeme obecně rozdělit na
- plemena hospodářských zvířat, u kterých sledujeme přímý hospodářský užitek (potraviny, suroviny, zdroj energie) - např. skot, prasata, ovce, lama)
- plemena domácích zvířat - zvířata domácí žijí spolu s člověkem a nesleduje se u nich přímý hospodářských užitek, např. pes domácí, kočka domácí, lama, kůň. Některá zvířata, nelze striktně zařadit a proto za určitých okolností mohou být jak hospodářská tak domácí (např. lamy chované na maso, či práci x lamy jako domácí mazlíčci; koně na tah x závodní koně)

## Plemena hospodářských zvířat
Plemena hospodářských zvířat můžeme dělit podle různých hledisek, zejména:
- podle původu
- podle stupně prošlechtění
- podle užitkovosti
- podle geografického rozšíření
- podle teritoriálního rozšíření

### Dle původu
Důležitým znakem, pro určování zvířat dle původu je utváření jejich kostry a lebky (kraniologie). Zvířata se dělí na monofyletická (odvozená od jednoho předka – kur, králík, husa, krůta, kočka), zvířata difyletická (odvozená od dvou předků – skot) a zvířata polyfyletická (odvozená od tří a více předků – ovce, koza, prase, kůň).

### Dle stupně prošlechtění

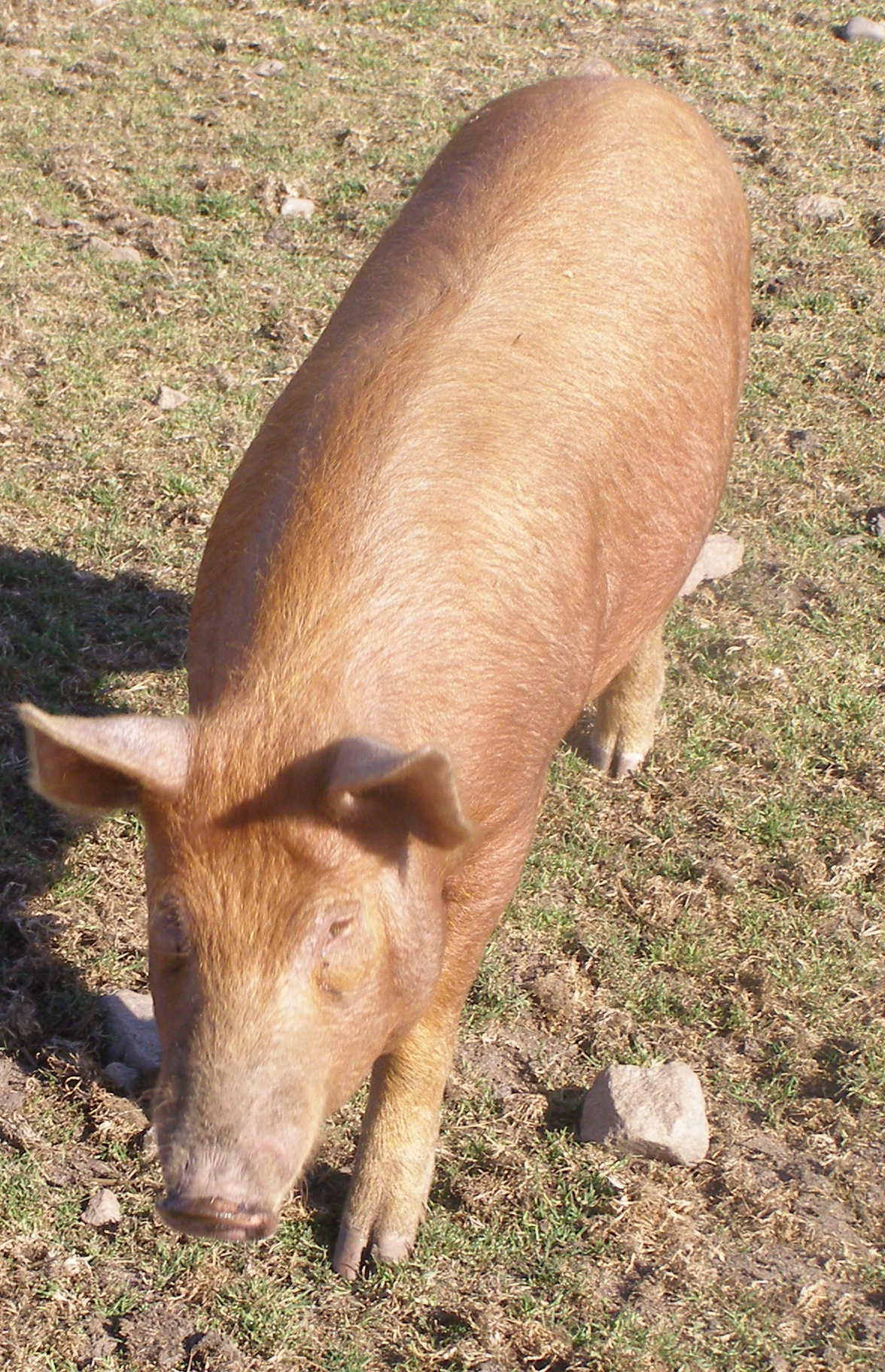
Tamwort - primitivní plemeno odvozené z prasete divokého evropského (Sus scrofa scrofa)

Dle stupně prošlechtění dělíme zvířata na:
- primitivní – jsou to plemena, která vykazují vysokou odolnost vůči podmínkám daného prostředí, avšak mají velmi nízkou užitkovost. Jsou důležitým zdrojem genů pro další šlechtění, a proto se chrání jako genové zdroje. Ochrana většinou spočívá v dotovaných chovech. V rozvinutých zemích se s nimi setkáme už jen v udržovacích chovech, zato v rozvojových zemích mají stále nezadržitelnou pozici. Patří sem např. prase kadeřavé (mangalica, bagon), tamworth, uherský stepní skot, mongolský kůň, ovce nordické, ...

- přechodná (zušlechtěná) – jsou ta plemena, kde se setkáváme již s vyšší užitkovostí nežli u plemen prošlechtěných. Mezi přechodná plemena se řadí i tzv. krajová plemena. Jsou cenným zdrojem genů a vlády jednotlivých zemí v Evropě je zahrnují do svých programů na ochranu genových rezerv, kdy buď dotují chovy těchto zvířat, nebo uchovávají zmražená vajíčka a spermie tohoto skotu. S těmito plemeny se v rozvinutých zemích příliš nesetkáváme, zato v rozvojových zemích je jich mnoho a jsou zde základem pro šlechtění na vyšší užitkovost (např. holštýnizace). Využívá se jejich přizpůsobení na dané podmínky. Z českých plemen sem např.: huculský kůň, česká červinka, chebská červinka, přeštické černostrakaté prase, česká slepice zlatá kropenatá, husa česká, ovce valašská, ... [3]

- kulturní (ušlechtilá) – plemena jsou silně prošlechtěná a vykazují vysokou užitkovost, ale nízkou odolnost proti prostředí. Proto chovatel musí zajišťovat výživu a krmení, správnou zoohygienu a ustájení. Tato plemena převažují v rozvinutých zemích (zejména Evropa, USA, Austrálie). Setkáváme se s nimi i v rozvojových zemích. Zde mají ale tato zvířata problémy s podnebím a proto se spíše kříží s místními odolnými přechodnými a primitivními plemeny skotu (např. holštýnizace). Tato plemena většinou vznikla v Evropě (Anglie, Francie, Německo), ale některé druhy pocházejí i ze Spojených států (např. „Holštýni“). Tato plemena vznikají hlavně díky selekci a metodám křížení. Patří sem např.: holštýnsko-frýzský skot, hereford, duroc, leghornka bílá…

### Dle užitkovosti
Podle užitkovosti dělíme plemena na:
- specializovaná – tato plemena jsou náročná na své prostředí, protože se jedná o plemena kulturní. Dělí se dle užitkovosti a druhové příslušnosti na:
  - dojná – převažuje mléčná užitkovost
    - skot (holštýnský skot, jerseyský skot, ayrshirský skot)
    - ovce (východofrízská ovce, ovce syrská - awassi)
    - kozy (sánská koza, anglonubijská koza)
    - buvoli

  - masná – převažuje masná užitkovost
    - skot (limousinský skot, charollaiský skot, herefordský skot)
    - prasata (durocské prase, hampshirské prase, pietrainské prase )
    - ovce (suffolk, kent, texel)
    - kozy (koza burská)
    - drůbež
      - kur (kornyška, brahmánka, wyandotka bílá)
      - kachny (kachna pekingská, kachna pižmová)
      - husy (čínská husa, emdenská husa)
      - krůty

    - buvoli
    - králíci (belgický obr, francouzský beran)

  - sádelná – převažuje využití na sádlo či jiný tuk
    - prasata (mangalica, cornwall)
    - husy (toulouská husa)
    - ovce (tlustozadká a tlustoocasá plemena z Afriky a Asie poskytují cenný lůj)

  - vlnařská, neboli srstnatá – převažuje produkce vlny (rouna)
    - ovce (merinová plemena)
    - kozy (koza angorská, koza kašmírská)
    - lamy (lama alpaka)

  - nosná – převažuje produkce vajec
    - kur (česká zlatá kropenka, leghornka bílá, vlaška koroptví)
    - kachny (khaki campbell, indický běžec)
    - křepelky

  - kožichová – poskytují hrubší kožešinu, užívanou na výrobu kožichů, plášťů, zimních čepic aj
    - ovce (romanovská ovce)
    - kozy (baškirská černá koza)

  - kožišinová – poskytují jemnou kožišinu, často z mladých jedinců, užívanou na podšívky, límce a doplňky.
    - ovce (karakulská ovce)
    - kozy (koza moxoto)
    - králíci (činčila velká, liščí králík, durynský králík)
    - nutrie

  - plodná – vynikají zvýšenou plodností, pro kterou jsou chovány
    - ovce

  - jezdecká – jsou využívána k jízdě a závodům
    - koně (český teplokrevník, arabský kůň, achaltekinský kůň)
    - osli
    - velbloudi

  - pracovní – jsou využívána k tahu, nošení břemen nebo jiné práci
    - koně (norický kůň, hafling)
    - osli (poitouský osel)
    - kříženci osla a koně (mula, mezek)
    - skot (uherský stepní skot, zebu)
    - jaci
    - buvoli
    - velbloudi
    - lamy
    - psi (sibiřský husky, bernardýn)

  - společenská – jsou využívána jako domácí mazlíčci
    - psi (jorkšírský teriér, pražský krysařík)
    - kočky (většina plemen)
    - králíci (zakrslá plemena)
    - koně (fallabella)
- plemena s kombinovanou užitkovostí
  - maso-mléčná – spíše produkují mléko (český strakatý skot)
  - mléko-masná – spíše produkují maso
  - maso-sádelná
  - sádelno-masná

### Dle geografického rozšíření
Dle geografického rozšíření dělíme zvířata na:
- stepní – kůň Převalského, uherský stepní skot
- nížinná - holštýnský skot
- horská - skotský náhorní skot, český strakatý skot
- severská – shetlandský pony, shetlandská husa, švédská modrá kachna

### Dle teritoriálního rozšíření
Dle tohoto rozdělení se zvířata dělí podle jednotlivých zemí nebo regionů, např. plemena z Česka, Slovenska, Shetland.

## Plemena domácích zvířat
Domácí zvířata opět dělíme podle řady hledisek. Patří sem např. domácí mazlíčci, okrasná zvířata a zvířata používaná pro záliby sportovního a soutěžního charakteru (sporty s účastí koní, chrtí dostihy, sokolnictví, myslivost, kohoutí zápasy). Tyto účely se však často prolínají, někdy souvisí i s hospodářským využitím (psi v myslivosti, opice pro sklizeň plodů, kormoráni pro rybolov). Obliba různých druhů domácích zvířat se geograficky velmi liší a souvisí s kulturními tradicemi a místní dostupností.
Ne vždy se u domácích zvířat jedná o speciální plemena, často jsou to pouze barevné formy nebo zvířata se zvláštním výcvikem.
Nejpřirozenější je proto dělení podle biologické klasifikace. Pro nejběžnější domácí zvířata pak vypadá dělení takto:
- savci
  - šelmy: Pes domácí, kočka domácí, fretka
  - zajícovci: Králík domácí
  - hlodavci Morče domácí, křeček zlatý, myš laboratorní, potkan laboratorní, nutrie říční, činčila vlnatá.
  - sudokopytníci: Prase domácí, velbloud jednohrbý, velbloud dvouhrbý, lama krotká, lama alpaka, tur domácí, zebu, jak domácí, gayal, balijský skot, ovce domácí, koza domácí.
  - lichokopytníci: kůň domácí, osel domácí a jejich kříženci (mula, mezek)

- ptáci
  - běžci: pštros dvouprstý, nandu pampový, emu hnědý
  - pěvci: kanár, chůvička japonská
  - vrubozobí: kachna domácí, pižmovka domácí, husa domácí, husa čínská
  - měkkozobí Holub domácí, hrdlička chechtavá
  - hrabaví kur domácí, perlička domácí, krůta domácí, Páv korunkatý

- plazi
  - krokodýli ve farmových chovech
  - terarijní zvířata: želva nádherná, gekončík noční, užovka červená aj.

- obojživelníci: drápatka vodní, axolotl mexický, žebrovník Waltlův
- ryby zlatý karas, kapr koi, bojovnice pestrá, gupka
- měkkýši: ústřice jedlá, hlemýžď zahradní
- hmyz bourec morušový, včela medonosná
- klepítkatci sklípkani, zvláště Avicularia smithi.

## Plemena laboratorních zvířata
Jedná se o zvířata, která se používají v laboratořích (např. laboratorní myš, králíci, potkani).
- český strakatý pes

## Zvířata polodomestikovaná
Patří k nim zvířata, která poskytují užitek, ale nejsou vázána na člověka tolik jako domestikovaná zvířata. Proces domestikace u nich nebyl ukončen.
- sob polární
- daňci a jiní jelenovití ve farmových a oborních chovech
- kožešinová zvířata: norek americký, liška obecná (stříbrná a další barevné formy), pesec, mýval severní aj.
- krokodýli ve farmových chovech
- většina laboratorních zvířat

Do této skupiny patří i zvířata odchycená z přírody a vycvičená pro práci.
- slon indický
- kormorán velký a kormorán japonský
- lovečtí gepardi
- sokolničtí dravci: sokol stěhovavý, raroh velký, raroh lovecký, jestřáb lesní, orel skalní, káně Harrisova aj.

Dále většina exotických a okrasných ptáků, chovaných v klecích a voliérách, zejména papoušci a drobní pěvci. Patří sem i terarijní zvířata (plazi, obojživelníci, hmyz, pavouci aj.), akvarijní rybičky a bezobratlí živočichové.